# Seitseminen
Seitseminen este o arie protejată (arie specială de conservare — SAC, sit de importanță comunitară — SCI) din Finlanda întinsă pe o suprafață de 4.530 ha, integral pe uscat.

## Localizare
Centrul sitului Seitseminen este situat la coordonatele 61°55′40″N 23°25′31″E / 61.9278°N 23.4253°E.

## Înființare
Situl Seitseminen a fost declarat sit de importanță comunitară în august 1998 pentru a proteja 3 specii de animale. Situl a fost protejat și ca arie specială de conservare în aprilie 2015.

## Biodiversitate
Situată în ecoregiunea boreală, aria protejată conține 9 habitate naturale: Lacuri și iazuri distrofice naturale, Cursuri de apă de la nivel de câmpie la nivel montan, cu vegetație Ranunculion fluitantis și Callitricho-Batrachion, Pajiști fino-scandinave uscate până la mezice, bogate în specii de altitudine mică, Turbării active, Mlaștini oligotrofe degradate, capabile încă de regenerare naturală, Taiga vestică, Păduri de conifere pe eskere fluvioglaciare sau legate la acestea, Pășuni din zone de pădure fino-scandinave, Mlaștini împădurite.
La baza desemnării sitului se află mai multe specii protejate:
- mamifere (2): vidră de râu (Lutra lutra), veveriță zburătoare siberiană (Pteromys volans)
- nevertebrate (1): Boros schneideri

Pe lângă speciile protejate, pe teritoriul sitului au mai fost identificate 4 specii de plante, 1 specie de mamifere, 4 specii de pești.